# Canal (hidráulica)

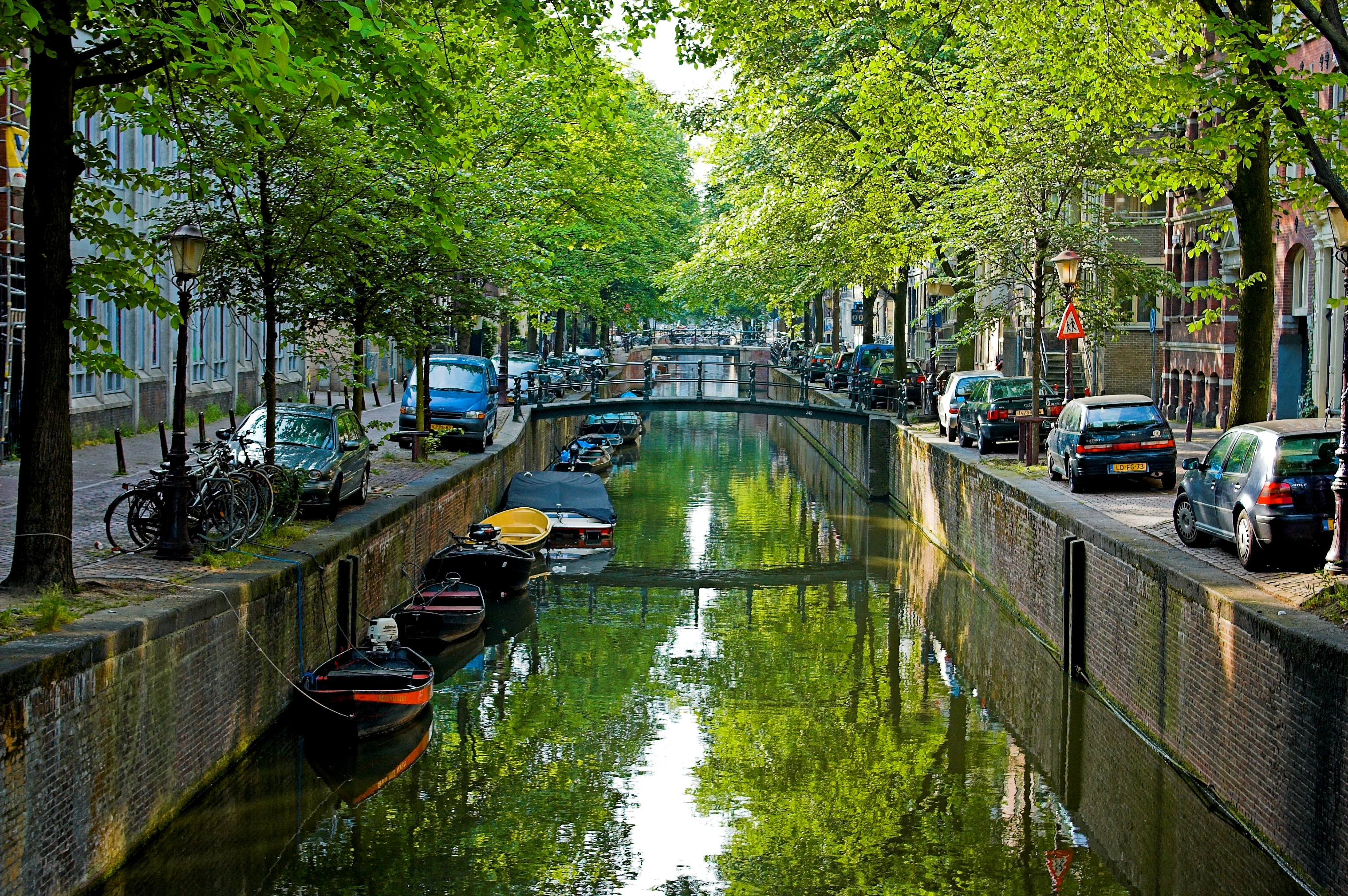
Canal em Amesterdão, Países Baixos

Em hidráulica, canal é uma vala artificial, que pode ou não estar revestida de material que lhe dê sustentação e que se destina a passagem da água. Um canal de navegação é um "caminho" na água (hidrovia), que se encontra balizado por forma a criar um esquema de separação de tráfego que garanta a segurança da navegação.

## História

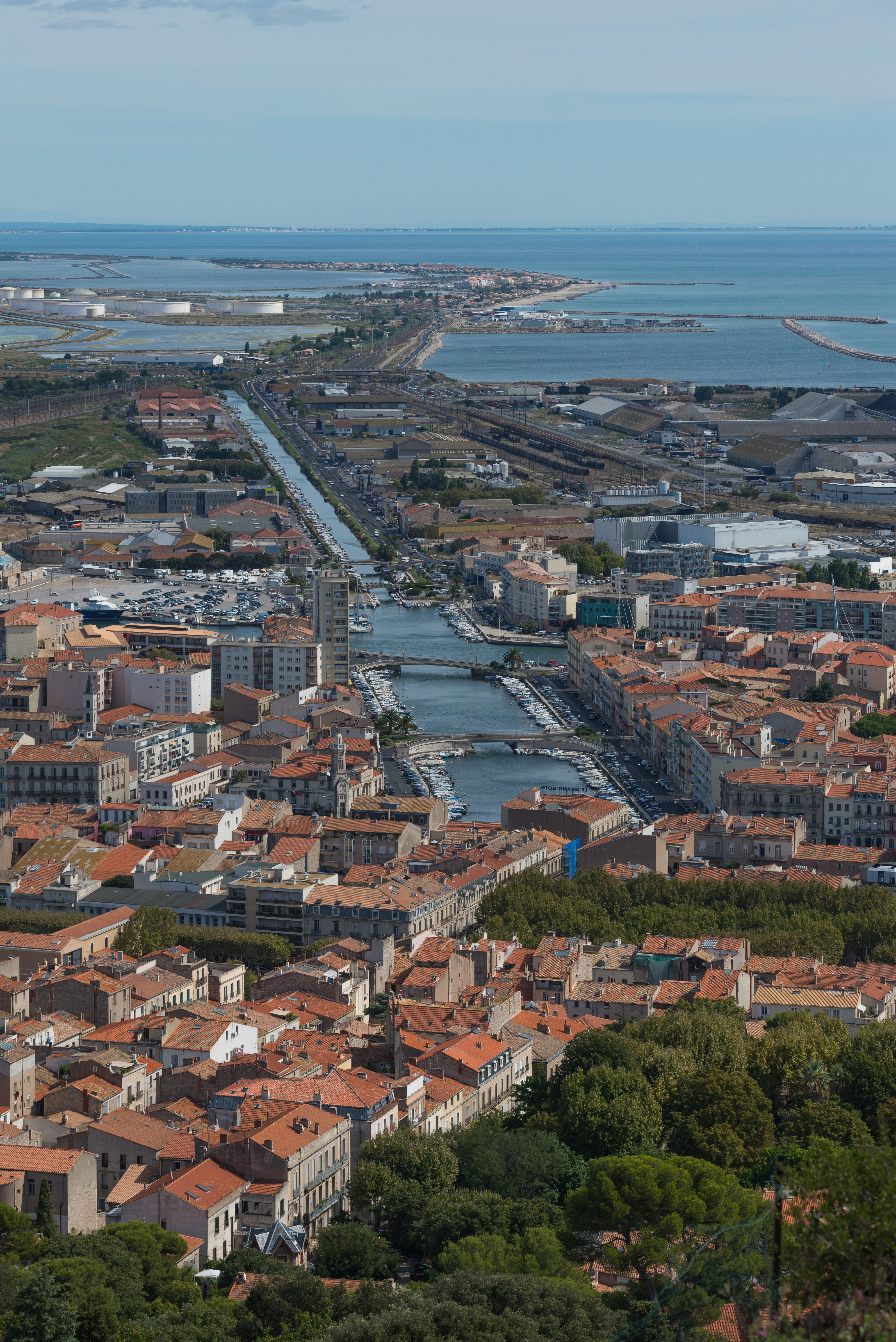
Canal de la Peyrade, Sète, Hérault, França

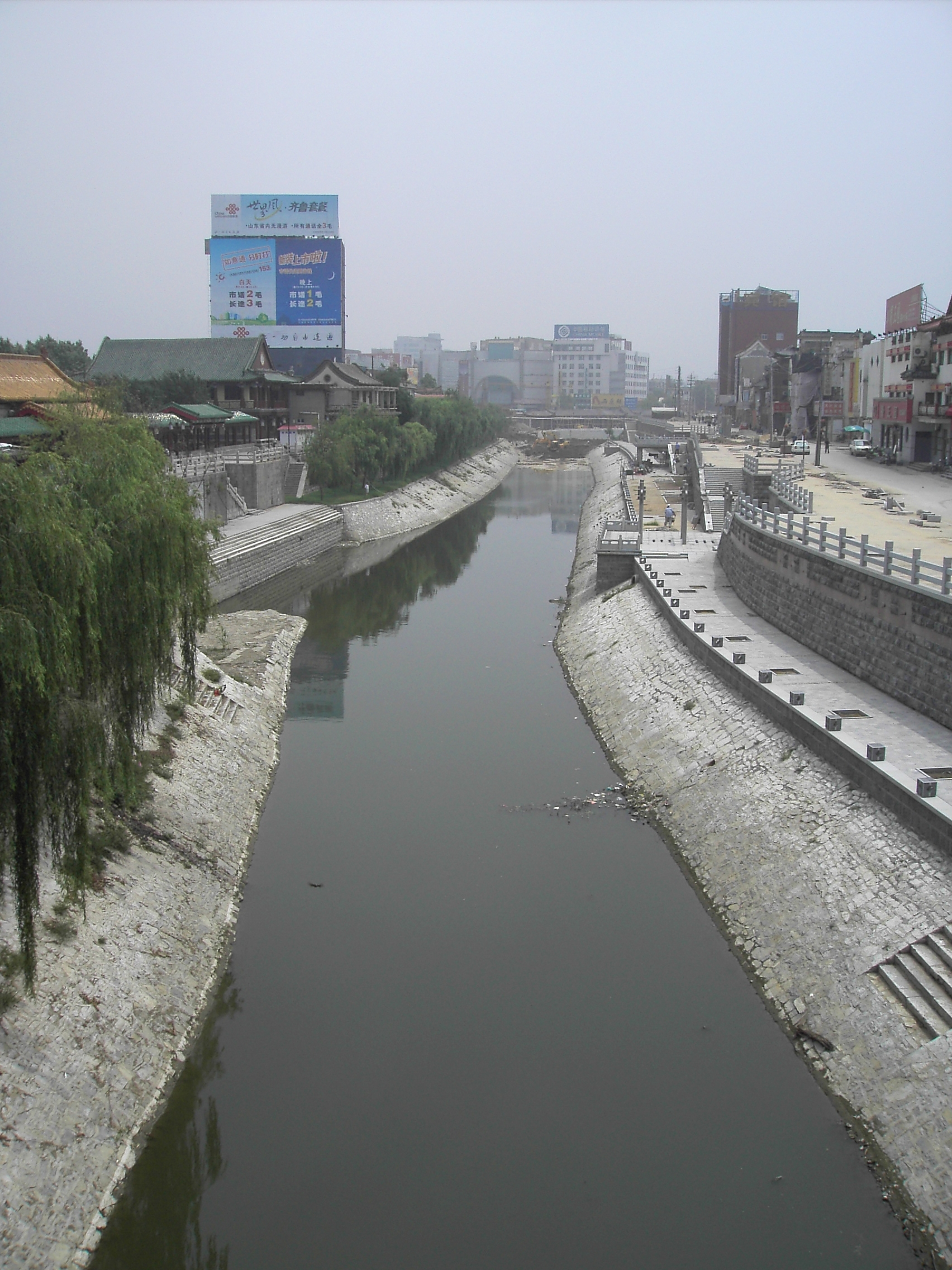
Grande Canal da China

Possivelmente no começo da XII Dinastia, o faraó Sesóstris III (1878 a.C. - 1 839 a.C.) deve ter construído um canal oeste-leste escavado através do Wadi Tumilat, unindo o Rio Nilo ao Mar Vermelho, para o comércio direto com Punt. Evidências indicam sua existência pelo menos no século XIII a.C. durante o reinado de Ramessés II. Mais tarde, entrou em decadência e, de acordo com a "História" do historiador grego Heródoto, o canal foi reescavado por volta de 600 a.C. por Necao II, embora Necao II não tenha completado seu projeto.O canal foi finalmente completado em cerca de 500 a.C. pelo rei Dario I, o conquistador persa do Egito.  Este canal foi reconstruído modernamente, vindo a constituir o Canal de Suez. 
Na China, o primeiro canal foi o Grande Canal da China, no século VI, mandado construir pelo imperador Yang Guang da dinastia Sui, ligando Pequim e Hancheu. Levou seis anos para ficar pronto, unindo todos os canais que se encontravam em seu curso e ligando o rio Amarelo ao Haihe, ao Huai, ao Yangzi e ao Qiantangjiang. 
Na Europa, o Naviglio Grande ligou Milão ao Mar Adriático, no século XI. Na França, foi aberto o Canal de Briare, em 1642. Na Suécia, o Canal de Gota foi aberto ao público em 1832, projetado pelo arquiteto Baltzar von Platen, na sua construção participaram 58 000 soldados.
Na segunda metade do século XVIII, nos Estados Unidos, surgiram os primeiros planos e projetos para a construção de canais artificiais em grande escala, ligando rios navegáveis às áreas produtivas e às principais cidades do nordeste americano, em um período denominado "Febre dos Canais", sendo construídos o Canal de Erie, Cayuga-Seneca; o Canal de São Lourenço sendo atual. Na Europa, ocorreu algo similar, até a invenção da ferrovia em 1825, que substituiu, em muito, a navegação fluvial e que canalizou os recursos de investimento.
O Canal de Corinto, ligando o Golfo de Corinto com o Mar Egeu, foi uma das primeiras tentativas de canal, no ano de 67, realizada pelo imperador romano Nero, que ordenou a 6 mil escravos a escavarem a região usando pás. No ano seguinte, Nero morreu, e seu sucessor, Galba, abandonou o projeto, por ser caro demais. Foi terminado entre 1881 e 1893
Junto com o Canal de Suez, outro canal muito importante, atualmente, é o Canal do Panamá, que começou a ser construído em 1880 e foi terminado em 1914, com 81 quilômetros de extensão e de 12 a 30 metros de profundidade, que corta o Istmo do Panamá, ligando o Oceano Atlântico e o Oceano Pacífico, levando a uma grande diminuição do percurso feito pelos navios (a rota alternativa contorna o Cabo Horn).

## Canais de navegação

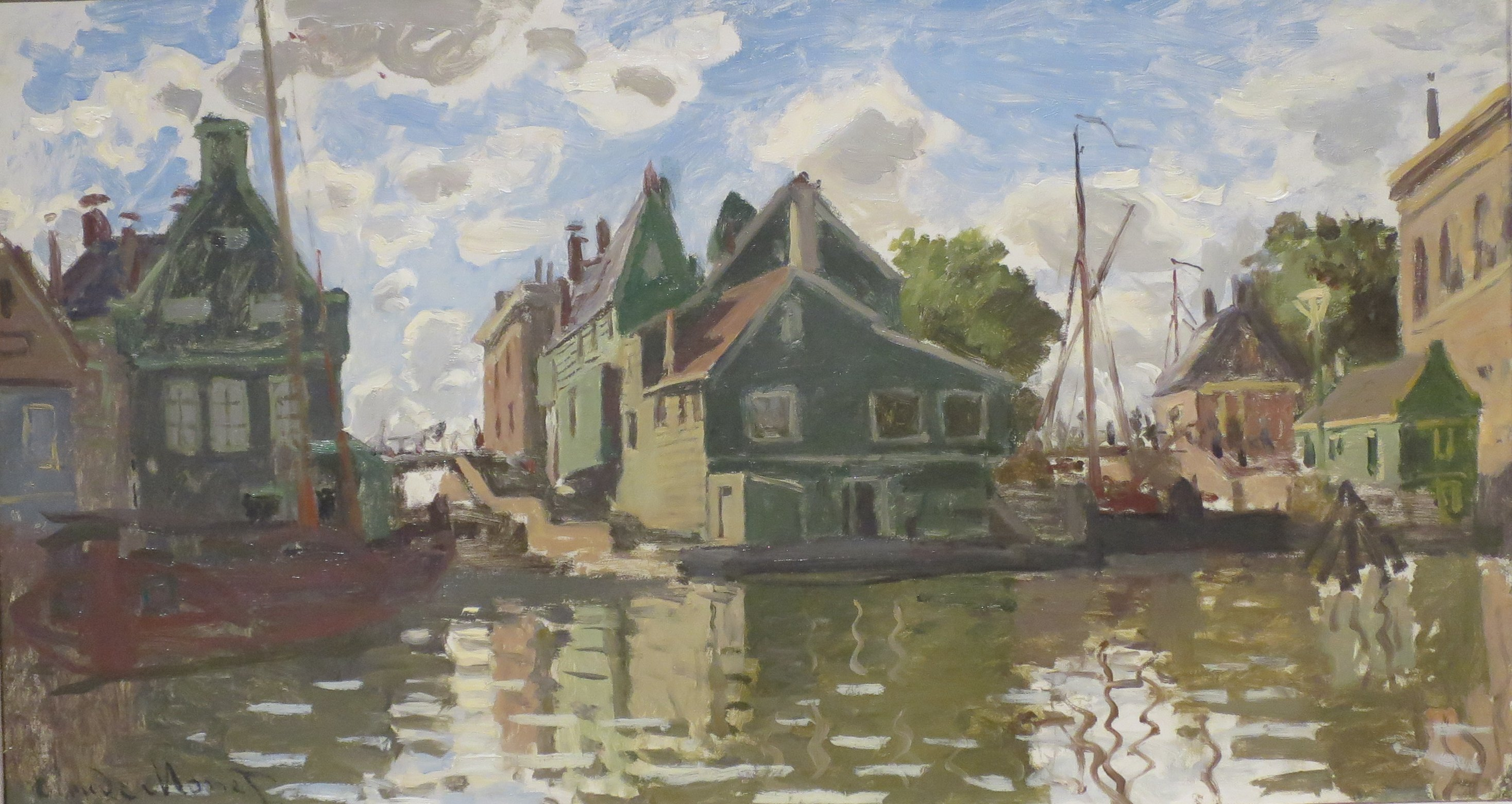
Canal à Zaandam, de Claude Monet (1871)

Os canais de navegação podem ser encontrados nas entradas das barras, nos acessos a diversas instalações portuárias dentro de um porto ou estuário, bem como em zonas onde diversas rotas de navegação se cruzam ou encontram, como por exemplo ao largos do cabo de São Vicente, no Algarve (Portugal). Neste último caso a navegação mercante é obrigada a seguir dentro de um canal que, dada a sua distância de terra, não tem balizagem mas se encontra delimitado por coordenadas geográficas.
Os canais de navegação são ainda mais necessários nos canais artificiais, onde dado o espaço mais limitado para a manobra das embarcações, é necessário garantir que a navegação decorre de forma constante e fluída e resguardada de perigos.
Os canais podem ser abertos ou fechados, como um duto forçado.
Há também canais naturais, no Brasil também chamados Paranás. Estes canais podem ligar um rio ao outro, ou o rio a um meandro dele mesmo, ou um braço de rio a outro, ou mesmo uma bacia hidrográfica à outra, como é o caso do canal do Cassiquiare, que liga a bacia do Amazonas à bacia do Orinoco, documentada por Alexander von Humboldt em 1799.
Alguns dos canais de navegação artificiais mais conhecidos são:

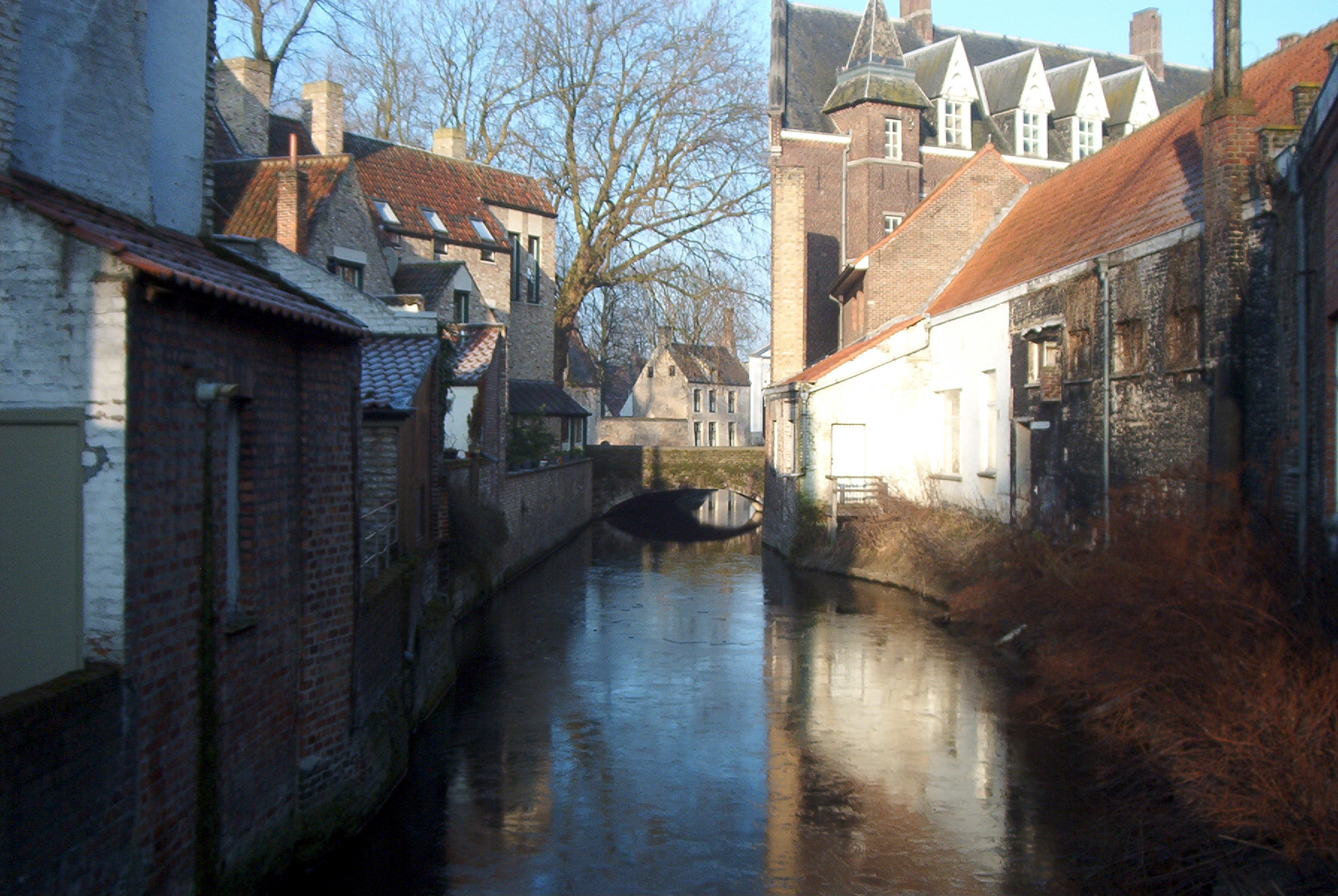
Canais congelados em Bruges, na Bélgica (janeiro de 2008)

- Grande Canal da Alsácia, na França
- Canal de Corinto, na Grécia
- Canal de Kiel, liga o mar do Norte ao mar Báltico na Alemanha
- Canal du Midi, na França
- Canal do Panamá, liga o oceano Atlântico ao oceano Pacífico no Panamá
- Canal Reno-Meno-Danúbio, na Alemanha
- Canal de Suez, liga o mar Mediterrâneo ao mar Vermelho
- Canal Volga-Don, na Rússia
- Canal de Castela, na Espanha
- Canal Eclusas de San Antonio, no Uruguai (em projeto)
- Grande Canal Interoceânico da Nicarágua, ligando o oceano Atlântico ao oceano Pacífico na Nicarágua (em projeto)

## Cálculo da vazão
A vazão em um canal pode ser calculada pela expressão abaixo, que é obtida através da manipulação da equação da continuidade (balanço de massa em um volume de controle contínuo) e da equação de Chèzy:
{\displaystyle Q=R_{H}^{2/3}\cdot A\cdot {\sqrt {i}}\cdot {\frac {1}{\eta }}}
Onde:
- {\displaystyle Q} é a vazão {\displaystyle ({\text{m}}^{3}/{\text{s}})}

- {\displaystyle R_{H}} é o raio hidráulico {\displaystyle ({\text{m}})}

- {\displaystyle A} é a área molhada {\displaystyle ({\text{m}}^{2})}

- {\displaystyle i} é a declividade {\displaystyle ({\text{m}}/{\text{m}})}

- {\displaystyle \eta } é o coeficiente de Manning

Temos que:
{\displaystyle R_{H}={\frac {A}{p}}}
Onde:
- {\displaystyle R_{H}} é o raio hidráulico {\displaystyle ({\text{m}})}

- {\displaystyle A} é a área molhada {\displaystyle ({\text{m}}^{2})}

- {\displaystyle p} é o perímetro molhado {\displaystyle ({\text{m}})}

## Galeria de fotos
- Canal em Veneza, Itália.
- Canal du Midi, Touluse, França.
- Canal em Amsterdão, Países Baixos.
- Canal de Suez, Egito
- Canal de Corinto, Grécia.
- Mittelland Kanal, Alemanha.
- Moscou, Russia.
- Canal do Panamá.